# Thalatta (barge)
Le Thalatta est une barge à voile britannique de type Thames sailing barge (en) construit en 1906 à Harwich dans l'Essex et reconstruit à St Osyth en 2012.
Ce bâtiment est inscrit au registre du National Historic Ships et il est aussi l'un des nombreux bateaux de la National Historic Fleet.

## Caractéristiques
Comme toutes les barges de la Tamise, elle est à fond plat et possède des dérives latérales au lieu d'une quille. Elle a été gréée d'abord avec une voile à corne. Maintenant elle est gréée en permanence avec une livarde et dispose d'un grand mât de 90 pieds (27 m) de haut et d'un mât d'artimon.
Thalatta a été deux fois motorisée. Elle a servi au transport durant 60 ans, puis a été convertie en navire école en 1966. Elle a été entièrement restaurée entre 2006 et 2012 à St Osyth avec l'aide de la Heritage Lottery Fund.

## Histoire
Thalatta a été construit par le chantier naval de McLearon à Harwich pour Fred Horlock de Mistley (Tendring), qui l'a équipé d'une livarde adaptée pour naviguer dans les eaux calmes de l'estuaire de la Tamise. Pour naviguer en mer, il a été ré-gréé en ketch.
Entre 1908 et 1914, Thalatta a navigué sur la côte est de l'Angleterre et vers de nombreux ports sur le continent européen.
Le 10 novembre 1908, il a été pris dans une violente tempête et a dû être remorqué jusqu'à Lowestoft pour réparation. Quelques mois plus tard, le 15 janvier 1909, il est entré en collision sur la Tamise avec un bateau à vapeur, qui a causé des dommages considérables à son côté tribord.
En 1915, durant la première guerre mondiale, Thalatta a été utilisé à travailler comme chaland sur la Tamise. L'année suivante, il a assuré une liaison entre Shoreham et Dieppe livrant de la fonte brute pour alimenter la machine de guerre français.
En 1917, la barge a été achetée par la Wynnefield Shipping Company de Grimsby, qui a installé un moteur de 70 cv, construit par Plenty & Sons de Newbury. Il a alors été utilisé comme un navire de ravitaillement à la défense de l'Humber.
À la fin de la guerre, Herbert John Body de Southend a repris Thalatta pour le transport des matériaux pour la reconstruction d'après-guerre. Entre 1919 et 1921, il est également retourné à Paris, Anvers, Bruxelles et Rotterdam. Après cela, il a transporté le ciment de Torquay, la kaolinite de Fowey à Greenhithe, des graviers des îles Anglo-Normandes.
Puis en 1923, il a été vendu au capitaine Body et, pour des raisons maintenant oubliées, son moteur a été enlevé et a été reconverti en gréement à livarde et a continué le transport de cargaisons entre le nord de l'Angleterre et de la Manche, ainsi que vers l'Europe continentale.
Dix ans après, il a été vendu à R. & W. Paul, maltiers d'Ipswich, pour le transport de malt et parfois de farine, d'orge ou de blé, d'aliments pour animaux.
Après la seconde guerre mondiale, il a navigué à Lowestoft où il a de nouveau été équipé d'un moteur diesel marin (un excédent de guerre Ruston et Hornsby.
En 1966, Thalatta a été vendu à John Arthur Kemp (en), créateur de la East Coast Sail Trust à  Maldon qui l'a reconverti pour être utilisé comme navire école. Il a d'abord été chargé de la formation des enfants des écoles du London Borough of Redbridge.
En 2006, la East Coast Sail Trust a reçu une subvention de la Heritage Lottery Fund pour la restauration de Thalatta au chantier naval de St Osyth. Mais les travaux se montrant plus importants que prévu, une levée de fonds a été nécessaire pour mener à bien ce travail très coûteux. Le processus de reconstruction a été achevé en 2012 et Thalatta a pu reprendre de suite  son travail de navire-école.

## Navire école
Dès 1966 Thalatta a été entièrement restauré et re-gréé. L'ancien espace de chargement de la barge a été converti en locaux d'hébergement où les jeunes dorment dans des hamacs et gardent leurs affaires dans les grands coffres en bois.
Depuis plus de quarante ans, des milliers d'enfants ont bénéficié de l'expérience de vie et de travail comme équipage à bord de la barge à voile. Durant des croisières de cinq jours, les jeunes aident à la navigation, à la cuisine et au nettoyage, ainsi qu'au maniement de l'ancre, le réglage des lourdes voiles rouges et au gouvernail.
Le navire transporte deux chaloupes pouvant transporter chacune huit passagers pour explorer les criques côtières ou les criques trop peu profondes pour la barge.